# Кульженко Василь Стефанович
Василь Стефанович Кульженко (*11 лютого (29.01) 1865, Київ — †7 вересня 1934, Київ) — культурний діяч, видавець, педагог. Професор естетики, історії і техніки книгодрукування. Член Київського товариства старожитностей і мистецтв.

## Життєпис
Народився в м. Києві. Освіту здобув у Поліграфічній академії (Лейпциг, Німеччина).

### Трудова і творча діяльність
Після закінчення навчання заснував власну фотолітодрукарню «В. С. Кульженко», а після смерті батька успадкував друкарське підприємство, де були видані альбом «Нова рада», твори М. Старицького, «Всередині» М. Метерлінка (1908), «Розбійники» Ф. Шіллера (1911), «Байки по Крилову» (1910) та ін.
Кульженко входив до Київського літературно-артистичного товариства, заснованого українською інтелігенцією для пропаганди ідей національного руху.
У 1903 році заснував Київську школу графіки та друкарства, в якій викладав особисто, і - музей друкарської справи при ній. Протягом 1909—1914 рр. видавав і редагував часопис «Мистецтво і друкарська справа» (рос. Искусство и печатное дело). 
У 1917—1919 рр. в його друкарні друкувалися державні папери, грошові знаки, поштові марки Української Народної Республіки та Української Держави.
З 1924 р. — професор Київського художнього інституту, викладав на поліграфічному факультеті. Під псевдонімом «В. С. Васильєв» видав книжку «Півстоліття біля друкарського верстата» (рос. Полвека у печатного станка) (Київ, 1904 р.) про свого батька.
Помер 7 вересня 1934 у м. Києві.

### Родина та сім‘я
Батько Кульженко Стефан Васильович (1837—1906) — український друкар, книговидавець, один із найуспішніших підприємців свого часу в Україні та Російській імперії.
Дружина Кульженко Поліна (1891—1984) — українська музейниця, мистецтвознавиця. Працювала у Музеї західноєвропейського мистецтва. Під час Другої світової війни її змусили супроводжувати до Німеччини колекцію музею, за що згодом вона була репресована радянською владою.